# Elvira Madigan (película de 1943)
Elvira Madigan es una película sueca dirigida por Åke Ohberg. La película cuenta la vida de la acróbata danesa Elvira Madigan,  protagonizada por la actriz sueca Eva Henning.

## Reparto
- Eva Henning como Elvira Madigan